# Amintinus aethiopicus
Amintinus aethiopicus is een keversoort uit de familie boorkevers (Bostrichidae). De wetenschappelijke naam van de soort werd voor het eerst geldig gepubliceerd in 1938 door Pierre Lesne.